# Cantón de Sizun
El cantón de Sizun era una división administrativa francesa, que estaba situada en el departamento de Finisterre y la región de Bretaña.

## Composición
El cantón estaba formado por cuatro comunas:
- Commana
- Locmélar
- Saint-Sauveur
- Sizun

## Supresión del cantón de Sizun
En aplicación del Decreto nº 2014-151 de 13 de febrero de 2014, el cantón de Sizun fue suprimido el 22 de marzo de 2015 y sus 4 comunas pasaron a formar parte del nuevo cantón de Landivisiau.